# Saint-Silvain-Bellegarde
 Saint-Silvain-Bellegarde  es una comuna (municipio) de Francia, en la región de Lemosín, departamento de Creuse, en el distrito de Aubusson y cantón de Bellegarde-en-Marche.
Su población en el censo de 1999 era de 216 habitantes.
Está integrada en la Communauté de communes d'Auzances-Bellegarde.

## Demografía
| 341 | 374 | 307 | 248 | 238 | 216 |
| Para los censos de 1962 a 1999 la población legal corresponde a la población sin duplicidades (Fuente: INSEE [Consultar]) |     |     |     |     |     |